# Longitarsus ballotae
Longitarsus ballotae  (лат.) — вид листоедов (Chrysomelidae) из подсемейства козявок (Galerucinae).

## Распространение
Распространён в Средиземноморском субрегионе, Южной Европе, северная часть Центральной Европы, на Кавказе, в Турции, в Малой Азии, Иране и Центральной Азии.

## Экология
Взрослые жуки и их личинки питаются листьями яснотковых (Lamiaceae), а именно — растений белокудренник чёрный (Ballota nigra), шандры обыкновенной (Marrubium vulgare) и будра плющевидная (Glechoma hederacea).

## Формы и вариетет
- Вариетет: Longitarsus ballotae var. septorum Buysson, 1908
- Форма: Longitarsus ballotae forma caligans Kral, 1945